# آمية ملساء
الآمِيَّة الملساء (الاسم العلمي: Amia calva) (بالإنجليزية: Bowfin)‏ هي النوع الوحيد المتبقي من أسماك جنس الآمِيَّة من الفصيلة الآميية.
الآمِيَّة الملساء هو النوع الوحيد من أفراد الفصيلة الآميية الذي نجى حتى الوقت الحاضر، بالرغم من أن هناك أنواعاً إضافية ضمن ست فصائل تعود إلى أحافير الجوراسي والطباشيري والإيوسين. الآمِيَّة وسمك الرمح وسمك الحفش هي من بين أنواعٍ قليلة من أسماك المياه العذبة الحية اليوم التي عاصرت الديناصورات في وقت من الأوقات.
تتواجد أسماك الآمِيَّة الملساء عبر أمريكا الشمالية، ونموذجياً في الماء الراكد بطيء الحركة والقنوات المائية وبحيرات قوس-الثور. وعندما يَكون مقدار الأوكسجين منخفضاً (كما يَحدث كثيراً في الماء الرّاكد) يُمكن أن يَصعد البوفن إلى السطح وأن يَستنشق الهواء إلى مثانة سباحته، والتي تكون مملوءة بأوعية دموية يُمكنها أن تقوم بوظيفة الرئة.

## الوصف والحياة
أكثر الخصائص تميزاً في الآمِيَّة الملساء هي زعنفته الظهرية الطويلة للغاية والتي تتألف من 145 إلى 250 شعاع، وتمتد من وسط الظهر حتى قاعدة الليل. أما الزعنفة الذيلية فهي تتألف من فص واحد، وهذا بالرغم من أنها غير متناظرة (العمود الفقري ممتد حتى أعلى الزعنفة، مما يَجعله أكبر أسفل الزعنفة). يُمكن أن تنمو أسماك البوفن حتى طول 109 سنتمترات، وحتى وزن 8.75 كغم. من المُميزات الأخرى الجديرة بالملاحظة «بقعة العين» السوداء، والتي تكون عادة عالية على الأعصاب الذيلية (مجموعة من الأعصاب تقع في ذيل الحيوان، ويُمكن رؤية هذه البقعة في الصورة على اليسار بجانب أعلى الذيل). وأيضاً من المميزات الأخرى وجود «صفيحة الحنجرة»، وهي عبارة عن صفيحة عظمية تُوجد على الجزء الخارجي من الفك السفلي، بين جهتي عظم الفك. الآمِيَّة الملساء هي من الضواري الغير مُميِّزِة تفترس مجموعة متنوعة من الفقاريات والمفصليات، ومن الحشرات وجراد البحر إلى الضفادع والأسماك الأخرى.
تُظهر الآمِيَّة الملساء عناية أبوية كبيرة. فالذكر يُجهز مكاناً خاصاً في الطين لكي تضع الأنثى البيض فيه، ثم يَقوم بتلقيحه. ويَبقى يَحوم في الجوار ويَحمي البيض بعدوانيّة - وحتى الأولاد بعد فقسهم - ضد أي مفترس يَقترب.
يمتاز سمك آميا ملساء من الناحية الفسيولوجية بقدرته على تنفس الهواء خارج الماء لفترة تصل إلى 5 أيام، حيث أن الشعيرات الخيشومية والصفائح الدموية في جسم السمكة يساعد على منع الصفائح من الانهيار ويساعد على تبادل الغازات أثناء التعرض للهواء.

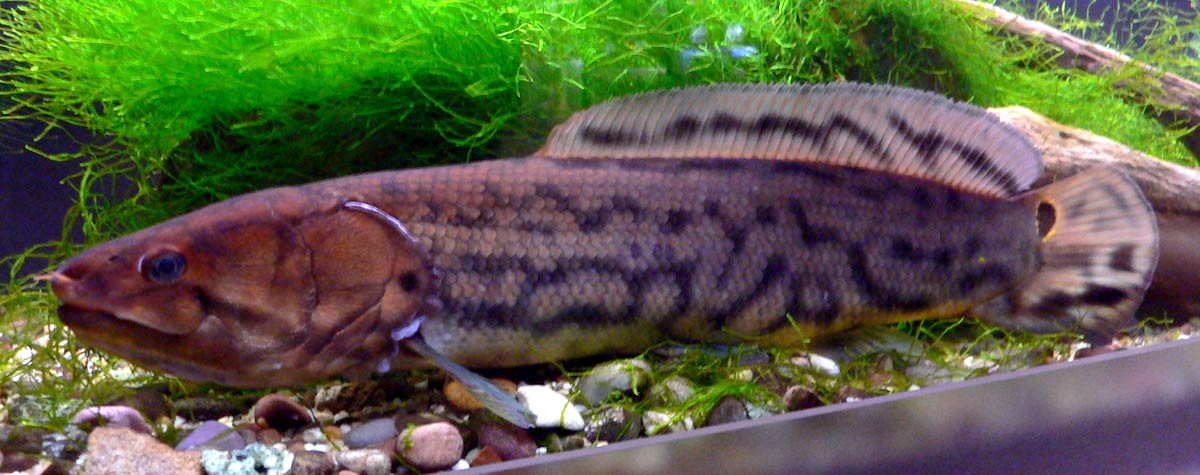
سمكة بوفن.

## الاصطياد
لا تُعتبر أسماك الآمِيَّة الملساء صيداً جيداً عادة بالمقارنة مع أنواع الماء العذب الأكثر شعبية، مثل الكراكي والسلمون المرقط. وهم عموماً يُعتبرون أهدافاً سيئة لرياضة الصيد، لأنهم يَأكلون أنواعاً أكثر جاذبية مثل جراد البحر. فأحياناً يُمكن أن تهاجم أسماك الآمِيَّة الملساء شرك الصيد (وفي بعض الأحيان يُمكن أن تخربه بفكوكها القوية حتى)، لكنهم عموماً يُهاجمون الأسماك الحية أو الجريحة. ومع هذا، فحتى عندما يُمسَك بهم فإنهم يُقاومون بضراوة. يَجب أن تمسك أسماك الآمِيَّة الملساء بحذر، حيث أنها تملك أسناناً حادة جداً. وستستمر بالمناضلة حتى بعد أن تُسحب خارج الماء، وستحاول عض أي شخص يُمسكها.